# 3つの映画音楽
『3つの映画音楽』（みっつのえいがおんがく, 英語: Three Film Scores）は、武満徹作曲による弦楽オーケストラのための作品である。1994年から1995年にかけて作られた。

## 概要
題名が示す通り、過去に武満徹が作曲した映画音楽から3曲取り出して構成した音楽である。武満が音楽を担当した映画作品は非常に多く、その中には前衛音楽的手法によるものや実験音楽的なもの（特殊な編成、民俗音楽の利用、テープ音楽に電子変調を加えたものなど）が多いが、一方で調性に基づいたメロディアスな作品も少なくない。後者の例としては、『からみあい』、『日本の青春』、『燃える秋』、『異聞猿飛佐助』、『はなれ瞽女おりん』、『あかね雲』、『東京战争戦後秘話』、『夏の妹』、『不良少年』、『サマー・ソルジャー』、『青幻記―――遠い日の母は美しく』、『女体』、『素晴らしい悪女』、『しあわせ』、『最後の審判』、『錆びた炎』、『充たされた生活』、『乱れ雲』、『太平洋ひとりぼっち』、『どですかでん』、『乱』、テレビドラマ『夢千代日記』、テレビドラマ『波の盆』の音楽などをあげることができる。その他にも、『二十一歳の父』のように古典音楽の編曲のみで構成した音楽や、基本的には前衛音楽風だが一部に古典音楽の編曲を用いる場合もあった。
1994年から亡くなる1996年までの間に武満は次々と、過去に自身が携わった映画音楽を演奏会用の作品に編曲した。1985年の『オーケストラのための「乱」組曲』を別にすると、その中では最も早く作られた作品である。
2曲目は無調の要素が多く旋律的とは言い難いが、1・3曲目はメロディアスである。

## 曲の構成
第1曲 - 映画『ホゼー・トレス』から「訓練と休息の音楽」
『ホゼー・トレス』は勅使河原宏監督による1959年製作の記録映画である。製作は、勅使河原プロダクション・草月アートセンター。
『ホゼー・トレス』の音楽は、タイトル音楽(訓練の音楽Ⅰが主体)の他、訓練の音楽Ⅰ、Ⅱ、休息の音楽、試合前の音楽から成っているが、これらの基本構成要素は、訓練の音楽Ⅰ、Ⅱと、休息の音楽である。『3つの映画音楽』では、この中から、タイトル音楽と、試合前の音楽、休息の音楽をこの順で再利用している。タイトル音楽は、低弦のピツィカートに乗ってヴァイオリンがブルース調の旋律を演奏する。試合前の音楽は、訓練の音楽Ⅰと休息の音楽を合成したもので、短い導入部の音楽の後、訓練の音楽Ⅰと休息の音楽を加えて順番を入れ代えながら音楽が展開される。休息の音楽は、ゆっくりとした甘い旋律の音楽である。
第2曲 - 映画『黒い雨』より「葬送の音楽」
『黒い雨』は1989年公開の今村昌平監督作品である。井伏鱒二の同名小説を原作とする。日本国内では、第13回日本アカデミー賞最優秀作品賞、最優秀音楽賞他多数を受賞した。
ここでは、原爆による被災後の広島市中を通り抜けるシーンと、映画のラスト近く、矢須子の原爆症が発症して、入浴中、髪が抜け落ちるシーンの音楽からとられている。ピーター・バート（武満を専門的に研究した音楽学者）のように、映画『東京裁判』の音楽とともに、『弦楽のためのレクイエム』とのある種の共通性を見る者もいる。
なお、武満はこの曲とは別に1996年に、映画『黒い雨』の音楽単独で演奏会用に編曲した『弦楽オーケストラのための「死と再生−「黒い雨」より−」』を作っている。
第3曲 - 映画『他人の顔』よりワルツ
映画『他人の顔』は、安部公房の同名小説を原作とした勅使河原宏による映画である。1966年公開、製作は勅使河原プロダクション・東京映画・東宝である。この映画の音楽は、同じく武満による『紀ノ川』（1966年松竹映画製作、市川崑監督作品）、『あこがれ』（1966年東宝映画製作、恩地日出夫監督作品）の音楽と共に、1966年度第21回毎日映画コンクール音楽賞を受賞している。
映画『他人の顔』の音楽は2種類の音楽から構成されている。1つは無調の音型を中心とした冷たい音楽で、グラスハープを用いたものと、もう1つはロマンティックな旋律的音楽である。「3つの映画音楽」で用いられているのは『他人の顔』のテーマ音楽で、哀愁ただようワルツである。この音楽はしばしば「ドイツ風ワルツ」「ドイツワルツ」と評されている。映画内ではこれを基本にしてドイツ語の歌詞をのせたり、バンドネオンで演奏されたりする。
余談ではあるが、この映画には原作者の安部公房だけでなく、武満も映画の中に登場している。

## 編成
弦5部（第1ヴァイオリン 8、第2ヴァイオリン 6、ヴィオラ 4、チェロ 4、コントラバス 2）

## 演奏時間
約12分

## 初演
1995年3月9日、スイスのグシュタード・シネミュージック・フェスティヴァルにおいて、ウィリアム・ボートン指揮イングリッシュ・ストリング・オーケストラによって初演された。

## 出版
ショット・ミュージック（スタディ・スコアSJ1103）

## 録音
CD録音
- The film music of Toru Takemitsu, Nonesuch 7559-79404-2、ジョン・アダムス指揮ロンドン・シンフォニエッタ （1995年12月、ロンドンのアビー・ロード・スタジオでの録音）
- Debussy, Takemitsu and other works for strings, Linn Records, CKD 512、スコッティッシュ・アンサンブル
- TAKEMITSU: Orchestral Works, Naxos, 8.557760、マリン・オルソップ指揮ボーンマス交響楽団
- Onyx ONYX4027, ユーリ・バシュメット指揮・モスクワ・ソロイスツ (2008年3月3日録音)

### 注
1. ↑  1962年、小林正樹監督作品。完全にモダン・ジャズの語法で書かれている。
2. ↑  1965年、篠田正浩監督作品。
3. ↑  1967年、篠田正浩監督作品。
4. ↑  1961年、羽仁進監督作品。
5. ↑  1972年、勅使河原宏監督作品。導入部こそ前衛音楽風だが、すぐにジャズに変わる。
6. ↑  1973年、成島東一郎監督作品。一色次郎原作。
7. ↑  1963年、恩地日出夫監督作品。
8. ↑  1965年、堀川弘通監督作品。
9. ↑  1977年、貞永方久監督作品。
10. ↑  1962年、羽仁進監督作品、原作石川達三。
11. ↑  シューマンの「はじめての悲しみ」（『子供のためのアルバム』第16曲）をいくつも編曲して使用している。
12. ↑  『燃えつきた地図』ではヴィヴァルディのヴァイオリン協奏曲ト短調を、『利休』ではフランソア・E・コロアの「ファンタジー」やジョスカン・デ・プレのシャンソン「ちぢの悲しみ」を一部に使っている[2]。
13. ↑  映画『どですかでん』の音楽による『オーケストラのための「どですかでん」』、テレビドラマ『波の盆』の音楽による『オーケストラのための「波の盆」』、映画『太平洋ひとりぼっち』（音楽は芥川也寸志との共作）の音楽による『オーケストラのための組曲「太平洋ひとりぼっち」』、映画『はなれ瞽女おりん』と映画『伊豆の踊り子』の音楽を用いた「2つのシネ・パストラル」、弦楽オーケストラのための「死と再生−『黒い雨』より−」の5曲である。
14. ↑  ギターへの編曲である『不良少年』（3台のギター用は1961年、2台のギター用は1961年（後に1992年に佐藤紀雄が改訂））、1963年の映画『素晴らしい悪女』による『3台のギターのための「素晴らしい悪女」』（2000年に佐藤紀雄が編曲）、1987年の映画『ヒロシマという名の少年』の音楽による『2台のギターのための「ヒロシマという名の少年」』（1987年）は除く。
15. ↑  勅使河原は、それまでに共同製作による映画として『北斎』『東京1958』を作っていたが、単独製作による映画としては最初のものである[2]。タイトルの「ホゼー・トレス」とは、プエルトリコのボクサー、ホセ・トーレス（オリンピックメルボルン大会のライトミドル級の銀メダリスト）のことである[2]。父親の蒼風（草月流の家元）がニューヨークで個展を開いた際に宏も同行、その時にたまたまプロのスポーツカメラマンに紹介されたのがトーレスだった[2]。トーレスはプロに転向したばかりで事実上まだ無名のボクサーだったが、勅使河原はトーレスに興味を抱いた[2]。勅使河原は16ミリフィルム用のカメラを持ってきており、3日間トーレスに取材して、トレーニングから試合までの様子を撮影した[2]。それをまとめたのが記録映画『ホゼー・トレス』である。上映時間は30分と短い[3]。
16. ↑  武満が同賞を受賞したのは、1961年の第16回毎日映画コンクールが最初である。この時は『もず』（渋谷実監督）と『不良少年』で受賞した。その後も、1962年に『切腹』『おとし穴』で、1964年に『暗殺』『砂の女』で、1966年（『紀ノ川』『あこがれ』『他人の顔』）、1969年に『心中天網島』で、1971年に『いのちぼうにふろう』『沈黙 SILENCE』『儀式』で、1973年に『青幻記―――遠い日の母は美しく』で、1975年に『化石』で、1978年に『愛の亡霊』で、音楽賞を受賞している。
17. ↑  実際の演奏ではワイングラスが用いられた[5]。
18. ↑  例えば、ピーター・バート著『武満徹の音楽』音楽之友社、2006年、p.65では「ビヤホールのシーンでクルト・ヴァイルのような「ドイツ風ワルツ」の音楽を」演奏すると書かれている。また、小林淳著『日本映画音楽の巨星たちⅠ　早坂文雄・佐藤勝・武満徹・古関裕而』、ワイズ出版、2001年, p.179では「ロマンティシズムを漂わせるドイツ音楽風のワルツ」と書かれている。
19. ↑  ビアホールで前田美波里が歌うシーンで使われる[5]。